# Rancang Kencono
Rancang Kencono is een bestuurslaag in het regentschap Lamongan van de provincie Oost-Java, Indonesië. Rancang Kencono telt 2294 inwoners (volkstelling 2010).